# Yosuke Sakamoto
Yosuke Sakamoto (坂元 要介 Sakamoto Yosuke?,  nacido el 12 de enero de 1974 en Kioto) es un exfutbolista japonés. Jugaba de centrocampista y su último club fue el FC Kyoto Bamb de Japón.

## Trayectoria

### Clubes
| Club                 | País  | Año         |
| -------------------- | ----- | ----------- |
| Kyoto Purple Sanga   | Japón | 1996        |
| Sagawa Express Osaka | Japón | 1997 - 1999 |
| FC Kyoto Bamb        | Japón | 2000 - 2002 |